# سید اسماعیل عراقی
حاج سید اسماعیل عراقی (اراکی) (۱۳۰۰ هجری قمری - ۱۳۱۸ خورشیدی) هفت دوره نماینده اراک در مجلس شورای ملی در دوران قاجار و پهلوی بود که سرانجام در دوره رضاشاه زندانی و کشته شد.

## پیشینه خانوادگی
پدر پدربزرگ سید اسماعیل، سید احمد مکی (درگذشته ۱۲۶۰ هجری قمری) از علمای شیعه بود که پس از ساخته شدن شهر سلطان‌آباد عراق (اراک کنونی) به دست یوسف‌خان گرجی در زمان فتح‌علی شاه قاجار همراه با برادرش سید محمد به سکونت در این شهر دعوت شد. سید احمد در محله قلعه ساکن و متولی مدرسه سپهدار شد. تولیت این مدرسه در دست فرزندان او باقی ماند. ) 
پدرش حاج آقا محسن عراقی مجتهد بزرگ و صاحب نفوذ اراک بود که ثروت کلان و املاک وسیعی داشت. او موقوفات زیادی بر جای گذاشت که شامل شماری از روستاهای اطراف اراک و دکان‌ها، کاروانسرا، آسیاب و تیمچه و سراهایی در اراک است.  مادرش نارنج خانم نیز از خاندان خوانین بیات بود که از بنیانگذاران اراک به شمار می‌روند. سید اسماعیل هفتمین پسر حاج آقا محسن بود و نه برادر و سیزده خواهر داشت. پس از پدرش، برادرش آقا مصطفی و برادرزاده‌اش آیت‌الله فرید بزرگ خاندان عراقی بودند.

## تحصیل
سید اسماعیل همچون پدر تحصیلات دینی کرد و برای ادامه تحصیل به نجف رفت. در آنجا نزد ملا محمدکاظم آخوند خراسانی و شیخ عبدالکریم حائری یزدی درس خواند و اجازه اجتهاد گرفت و در سال ۱۳۳۴ هجری قمری (۱۲۹۵ خورشیدی) همراه با شیخ عبدالکریم حائری به اراک بازگشت. 
شیخ عبدالکریم حائری پنج سال بعد به قم مهاجرت کرد و حوزه علمیه قم را رونق بخشید و وسعت داد و به جایگاه یکی از دو مرکز اصلی علوم اسلامی شیعی رساند (در کنار نجف). میان او و سید اسماعیل عراقی رابطه بسیار نزدیک دوستانه‌ای برقرار ماند. سید اسماعیل صاحب املاکی نیز بود و به ملکداری و کشاورزی نیز می پرداخت. او در سال ۱۳۰۲ به نمایندگی از اراک به مجلس شورای ملی رفت (دوره پنجم).

## زندگی سیاسی
سید اسماعیل عراقی (اراکی) در سراسر دوران نمایندگی‌اش در مجلس در کمیسیون عدلیه فعال بود و نقش مهمی در پی‌ریزی دادگستری نوین ایران ایفا کرد. از لحاظ سیاسی نیز در آغاز عضو جناح اقلیت به رهبری سید حسن مدرس و به او بسیار نزدیک بود. یکی دیگر از یاران مدرس در این جناح، ملک‌الشعرای بهار بود که او نیز با عراقی دوستی داشت اما این دوستی دیری نپایید و پس از چندی بهار او را به باد هجو گرفت. بهار در دیوان خود نوشته است:

«بعد از ختم مجلس دوره ششم، چون تیمورتاش میدانست که از من میتوانند استفاده علمی و ادبی کنند، توسط وزیر فرهنگ قرار شد بودجه مختصری به مجلس پیشنهاد نمایند تا من همراه یکی دو نفر برویم به فرنگستان و کتب فارسی و عربی را که در ایران نایاب است عکس و نسخه برداریم و به ایران بفرستیم. من هم محض خدمت به فرهنگ حاضر شدم. بودجه رفت به کمیسیون بودجه ولی چون محمد خان درگاهی رئیس شهربانی با من و تیمورتاش مخالف بود، حاج آقا رضا رفیع و حاج اسمعیل عراقی را بر ضد من و بودجه مزبور تحریک کرد و بودجه در کمیسیون رد شد. این قصیده را من در هجو سید اسمعیل عراقی گفتم:

| ای سید عراقی شغلی دگر نداری |  | یا خلکی تراشی یا پولکی درآری |

## پیشگام در تغییر لباس
پس از به پادشاهی رسیدن رضا شاه، سید اسماعیل عراقی با وجود پیشینه همراهی با مخالفان رضا شاه، از حامیان سرسخت و ستایندگان او شد. در سال ۱۳۰۷ که رضا شاه از متحدالشکل شدن لباس سخن گفت، عراقی نه تنها خود لباس روحانیت از تن در آورد و کلاهی شد، بلکه با جمعی از نمایندگان طرحی دو فوریتی در دستور کار مجلس گذاشت تا به اجبار در تغییر لباس جنبه قانونی ببخشد. او به عنوان سخنگوی نمایندگان امضاکننده طرح در دفاع از آن گفت:

«احساسات هر ملتی را مقدم بر هر چیز، متحدالشکل بودن آن ملت نشان می‌دهد. همان طور که می‌بینید در تمام دنیا ملت‌ها متحدالشکل می‌شوند. اختلافات لباس که از بین رفت، البته ان‌شاءالله در زیر سایه اعلیحضرت پهلوی اختلافات زبان هم به کلی از بین می‌رود. معارف ما هم ان‌شاءالله توسعه کاملی پیدا می‌کند و در سرحدات ما مدارس ابتدائی و متوسطه درست می‌شود و زبان‌های ما هم یکی می‌شود و اگر اختلاف زبان هم هست ان‌شاءالله رفع می‌شود». 

## زندان و مرگ
با وجود ستایش‌ها و حمایت‌های بی‌دریغ از رضا شاه، سید اسماعیل عراقی هم مانند بسیاری از حامیان رضا شاه، مغضوب او شد و گرفتار دستگاه امنیتی‌اش شد. در نوزدهم اسفند ۱۳۱۲ احمد متین دفتری وزیر عدلیه لایحه‌ای به مجلس شورای ملی برد و با به تصویب رساندن آن، از سید اسماعیل عراقی سلب مصونیت شد تا او تحت پیگرد و محاکمه قرار گیرد. متین دفتری در این باره نوشته است:

«شبی در هیأت وزیران، وزیر کشور لایحهای را عنوان نمود که میبایستی فردای آن روز در جلسه علنی مجلس تصویب شود. لایحه عبارت بود از سلب مصونیت از مرحوم حاج آقا اسمعیل عراقی وکیل اراک. از عنوان نمودن این مطلب غرق در تعجب شدم زیرا مرحوم عراقی در آن ایام متجاوز از ۶۵ سال داشت و در ادوار پنج و شش و هفت و هشت و ده و یازده نماینده مجلس بود. هم معمم بود هم مالک. البته بعد از تصویب قانون لباس متحدالشکل تغییر لباس داد و مکلا شد. این سید محترم فوق العاده مظلوم و محجوب بود. پس از آن که لایحه در هیات وزیران تصویب و آماده طرح در مجلس شد، آهسته از وزیر کشور پرسیدم این سید بیچاره را به چه جرمی میخواهند تعقیب کنند؟ وزیر کشور بیخ گوشم گفت: توطئه علیه امنیت کشور. همان شب ماموران شهربانی او را بازداشت کردند. وقتی دلیل اتهام را برای تعقیب او خواسته بودند، نامهای ارائه دادند که گمنامی به وسیله پست برای او فرستاده و به او یادآوری کرده بود که حضور در شهر قم را در تاریخ معین برای شرکت در یک توطئه فراموش نکند. این نامه قبل از آن که به مرحوم عراقی برسد، سانسور شده بود و بدون آن که منتظر شوند در روز موعود خبری میشود یا خیر، گزارش یک توطئه قطعی را به عرض میرسانند و یک نماینده مجلس را محکوم به فنا مینمایند. عجب آن که عراقی ماهها در زندان ماند در حالی که چند ماه از روز موعود میگذشت ولی شهربانی باز در جستجو و کشف جرم بود».

سید اسماعیل عراقی پس از چهارده ماه از زندان آزاد شد اما سپس او را مسموم کردند و کشتند.

## خانواده
همسر اول حاج اسمعیل عراقی، دختر حاج کاظم خان امین بود و پس از درگذشت او، عراقی با فخرالملوک قائم مقامی (اقدس الحاجیه) دختر حاج سید احمد خان مهردار قائم‌مقامی (میرپنج) ازدواج کرد که نوه قائم‌مقام فراهانی صدراعظم محمدشاه قاجار بود. پس از فوت حاج اسماعیل عراقی، همسرش اقدس‌الحاجیه نامهای به این شرح به حاج محتشم‌السلطنه اسفندیاری رئیس مجلس شورای ملی نوشت:

با نهایت احترام به عرض عالی می‌رساند چنانکه خاطر مبارک مستحضر است، شوهر مرحومم عراقی نماینده مجلس شورای ملی به تهمتی گرفتار محبوس گشت و پس از چندی بدرود زندگی گفت. چون پس از چهارده ماهی زندان و شکنجه معلوم شد که گناهی نداشته و دامنش از هر آلودگی پاک است، قاعدتاً و قانوناً می‌بایستی از حقوق آن مدت که بی جهت گرفتار و محبوس بوده استفاده نماید. کنون که زبان گفتار بیچارگان باز گشته، این بنده از آن مقام محترم عاجزانه استدعا دارم در این قسمت عطف توجهی فرموده، امر و مقرر فرمایید حقوق او را به عائلهاش که در نهایت پریشانی به سر می‌برند مسترد داشته، عدهای بیچاره را شاد و متشکر فرمایید.

پس از بررسی کارپردازی و مشخص شدن میزان طلب حاج سید اسماعیل، حقوق دورانی که از او سلب مصونیت شده بود (نوزدهم اسفند ۱۳۱۶ تا ۲۶ شهریور ۱۳۱۸) به ورثهاش پرداخت شد.
سید اسماعیل عراقی از همسر اول یک پسر به نام علی محسنپور و از همسر دوم سه پسر به نامهای جمال‌الدین عراقیزاده، منیرالدین تهامی و عمادالدین اراکی داشت. جمال‌الدین که پس از درگذشت پدر، افسر ارتش شد، نویسنده داستان ناهید است که ابتد، به صورت پاورقی در ۹۶ شماره هفتهنامه نامه عراق در سال ۱۳۱۴ و سپس به صورت کتاب منتشر شد. او همچنین در سال ۱۳۱۶ در هفتهنامه نامه عراق داستان کوتاه آدمکش را به چاپ رساند که در سال‌های اخیر همراه با نقدی در کتاب دستان نوشته یوسف نیک‌فام منتشر شده است.
جمال‌الدین عراقیزاده در زمانی که تهران در اشغال نیروهای روس و انگلیس بود، شبی حدود ساعت یازده، هنگام عبور از خیابان سیروس به ضربه گلوله نیروهای اشغالگر کشته شد. او با عموزادهاش ایران فرزند مهدی یثربی ازدواج کرد و از او پسری به نام فائق بر جای ماند.